# 勞倫·卡里尼
勞倫·卡里尼（英語：Lauren Nicole Carlini，1995年2月28日—），美國女子排球運動員，司職二傳手。現時效力於美職球隊LOVB 麥迪遜排球。
在2016年開始成為美國國家女子排球隊一員。她代表美國在2019年世界女排聯賽中奪得金牌。

## 獎項

### 國家隊
- 2019年世界女排聯賽： - 金牌